# بغوردي سفلي (مقاطعة دلفان)
بغوردي سفلي (بالفارسية: بگوردی سفلی) هي مستوطنة تقع في قسم خاوة الجنوبي الريفي (مقاطعة دلفان) في إيران. يقدر عدد سكانها بـ 345 نسمة بحسب إحصاء 2016.